# 藤波重次
藤波 重次（ふじなみ しげつぐ、1915年 - 1979年）は、日本の宇宙物理学者、天文学者、写真工学者。

## 経歴
京都大学宇宙物理学教室で助教授を務めた後、1972年に京都工芸繊維大学へ移籍して写真工学の教授を務める。愛煙家であり、この頃から咽頭がんを患うが、1974年にはオーストラリアで観測される皆既日食の撮影隊を率いて渡航した。1979年に死去。晩年にかけて写真を使った計測方法、天体写真の撮影方法などの技術書、星座の写真集などを多数著した。

## 著書
- 『写真技術』共立出版（1963年）全国書誌番号63005497
- 『小型カメラによる天体写真』共立出版（1964年）
- 『小型カメラの撮影技術』共立出版（1965年）全国書誌番号65011003
- 『星座写真集 写真による星座の観賞と学習』共立出版（1967年）全国書誌番号67007637
- 『天体写真集』共立出版（1968年）全国書誌番号68010217
- 『高等写真技術』共立出版（1973年）全国書誌番号75050448
- 『写真計測法』共立出版（1977年）全国書誌番号78001435